# Pinnacle of Bedlam
Pinnacle of Bedlam sedmi je studijski album američkog death metal-sastava Suffocation. Diskografska kuća Nuclear Blast Records objavila ga je 15. veljače 2013. Prvi je Suffocationov album od objavljena Pierced from Within na kojoj se ne pojavljuje Mike Smith (iako gostuje na posljednjoj pjesmi), umjesto njega na albumu se pojavljuje bubnjar povratnik Dave Culross, što ovo čini njegovom jedinom studijskom albumom sa Suffocation i njegovo prvo izdanje sa skupinom nakon EP-a Despise the Sun iz 1998. Posljednja pjesma, "Beginning of Sorrow", nova je snimka istoimene pjesme s albuma Breeding the Spawn. Također je posljednji album sastava s gitaristom Guyom Marchaisom.
Ograničeno izdanje CD-a uključivalo je DVD sa 75-minutnim dokumentarnim filmom The Making of Pinnacle of Bedlam.
U prvom tjednu album je prodan u oko 3200 primjeraka i završio je na 152. mjestu na ljestvici Billboard 200.

## Popis pjesama
| 1.    | »Cycles of Suffering«    | Derek Boyer                 | Terrance Hobbs                            | 3:56 |
| 2.    | »Purgatorial Punishment« | Derek Boyer                 | Guy Marchais, Terrance Hobbs              | 2:45 |
| 3.    | »Eminent Wrath«          | Derek Boyer                 | Terrance Hobbs                            | 3:40 |
| 4.    | »As Grace Descends«      | Derek Boyer                 | Terrance Hobbs                            | 3:05 |
| 5.    | »Sullen Days«            | Derek Boyer, Terrance Hobbs | Terrance Hobbs                            | 4:57 |
| 6.    | »Pinnacle of Bedlam«     | Derek Boyer, Terrance Hobbs | Terrance Hobbs                            | 3:43 |
| 7.    | »My Demise«              | Derek Boyer                 | Guy Marchais                              | 4:04 |
| 8.    | »Inversion«              | Derek Boyer                 | Terrance Hobbs, Derek Boyer               | 3:50 |
| 9.    | »Rapture of Revocation«  | Frank Mullen                | Guy Marchais, Terrance Hobbs, Derek Boyer | 3:49 |
| 10.   | »Beginning of Sorrow«    | Mike Smith                  | Doug Cerrito                              | 4:33 |
| 38:22 |                          |                             |                                           |      |

## Osoblje
| Suffocation - Guy Marchais – gitara - Frank Mullen – vokal - Terrance Hobbs – gitara - Derek Boyer – bas-gitara - Dave Culross – bubnjevi Dodatni glazbenici - Mike Smith – bubnjevi (na pjesmi "Beginning of Sorrow") | Ostalo osoblje - Joe Cincotta – produkcija, snimanje - Zeuss – miks, mastering - Raymond Swanland – grafički dizajn - Scott Kinkade – fotografije - Rob Kimura – umjetnički smjer - Doug Cerrito – logotip sastava |